# Katalymata (Monastiraki)

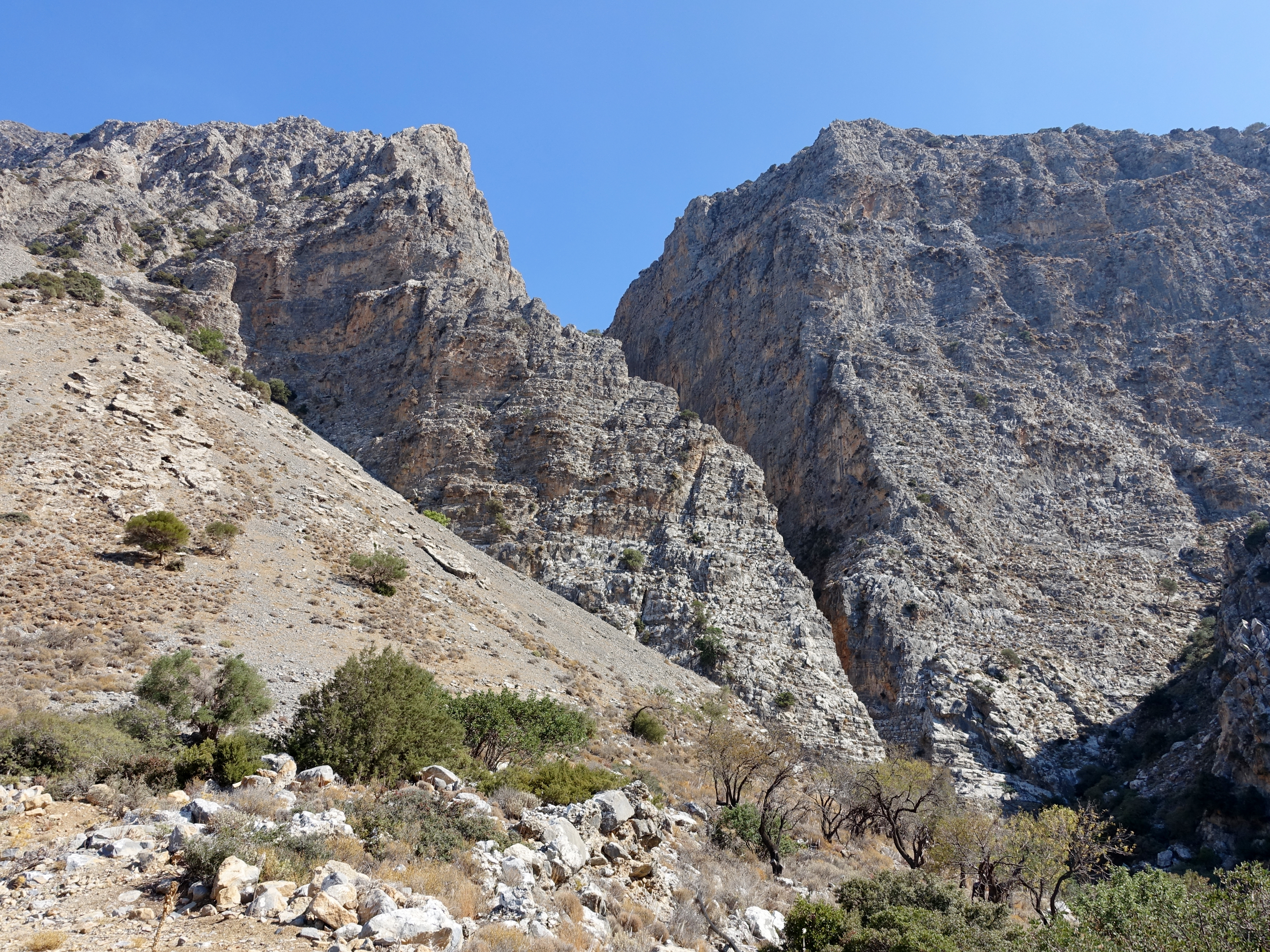
Ausgang der Cha-Schlucht

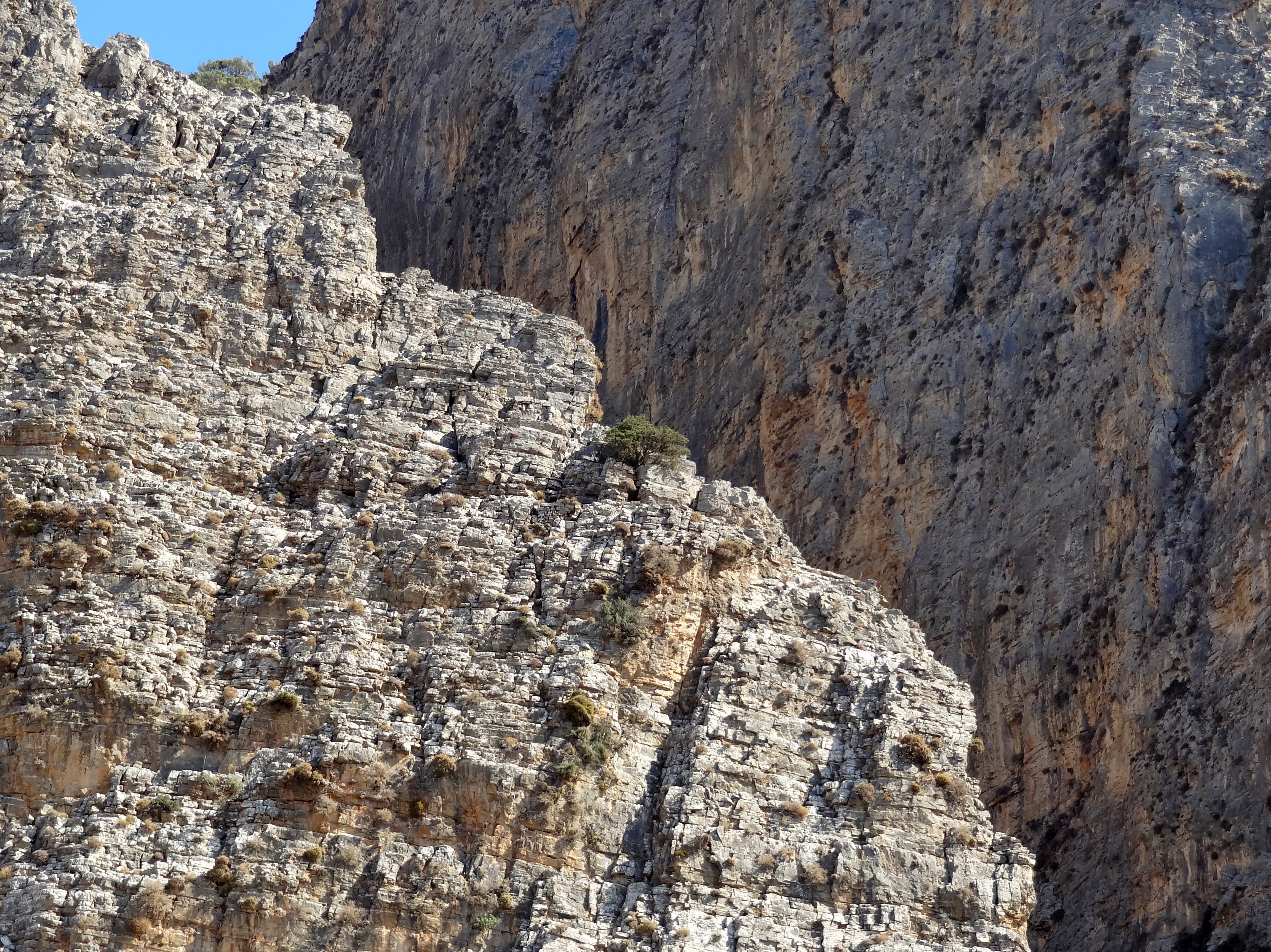
Archäologische Stätte Katalymata an der nördlichen Felswand

Katalymata (griechisch Καταλύματα (n. pl.), ‚Unterkünfte‘) ist die Bezeichnung einer archäologischen Ausgrabungsstätte 900 Meter nordöstlich des Dorfes Monastiraki (Μοναστηράκι) im Osten der griechischen Insel Kreta. Monastiraki gehört zur Ortschaft Pachia Ammos in der Gemeinde Ierapetra. Katalymata liegt an der Nordseite oberhalb des westlichen Ausgangs der Cha-Schlucht (Φαράγγι του Χά Farangi tou Cha) im Thrypti-Gebirge (Όρος Θρυπτή Oros Thrypti) und ist nur schwer zugänglich. Nahe gelegene weitere Ausgrabungsstätten sind Chalasmenos (Χαλασμένος) 350 Meter südwestlich sowie Vassiliki (Βασιλική) 2,5 Kilometer im Westen.
Katalymata wurde erstmals Anfang des 20. Jahrhunderts von Harriet Boyd-Hawes erwähnt. Doch erst ab 1993 kam es zu Ausgrabungen durch Krzysztof Nowicki unter Beteiligung von Metaxia Tsipopoulou und William Coulson im Zusammenhang mit den Grabungen in der spätminoisch-früheisenzeitlichen Siedlung von Chalasmenos. Dabei wurden Funde aus sechs verschiedenen Zeitabschnitten auf der natürlichen Bergterrasse am Nordwestende der Cha-Schlucht entdeckt, die Krzysztof Nowicki als „Zufluchtsort“ bezeichnet. Im Mittelpunkt der Ausgrabung stand ein als „Gebäude C“ benanntes Objekt, das im Einzelnen (Raum, Fläche und Kontext) beschrieben wurde. Die aufgelisteten Fundstücke von Katalymata stammen vom Ende der Jungsteinzeit (auch Kupfersteinzeit, etwa 3500 v. Chr.), aus der mittelminoischen Altpalastzeit (MM II, etwa 1700 v. Chr.), den spätminoischen Abschnitten SM I B bis SM III A1 (etwa 1450 bis 1400 v. Chr.) und SM III C (etwa 1200 bis 1150 v. Chr.), der frühen byzantinischen Zeit (spätes 7. Jahrhundert) und der späten venezianischen Zeit (16. bis 17. Jahrhundert).